# Hisako de Takamado
Hisako, princesa Takamado (憲仁親王妃久子 Norihito Shinnōhi Hisako?), nombre de nacimiento es Hisako Tottori (鳥取久子 Tottori Hisako?); (Japón, 10 de  julio de 1953), es miembro de la familia imperial japonesa, viuda de Norihito, príncipe Takamado.

## Servicio público
La princesa Takamado, junto con su esposo el príncipe, fue una de las parejas más viajeras de la familia imperial japonesa, y visitaron juntos 35 países a lo largo de 15 años para representar a Japón en diversas funciones. Las últimas visitas de la princesa incluyeron Egipto y Marruecos en mayo de 2000, Hawái en julio de 2001 (para promover la ceremonia del té japonesa) y la República de Corea de mayo a junio de 2002. Este último viaje fue para asistir a la ceremonia inaugural de la Copa Mundial de la FIFA Corea-Japón 2002. La visita de buena voluntad de la princesa, junto a su esposo el príncipe, a Corea fue la primera visita real japonesa desde la Segunda Guerra Mundial y fue un paso importante en la promoción de las relaciones bilaterales amistosas entre Japón y Corea. Mientras estaban en Corea, la pareja realizó una extensa gira por el país, se reunió con el presidente Kim Dae-jung y ciudadanos coreanos representantes de todos los sectores sociales. Visitó las instalaciones para discapacitados físicos en Corea del Sur que había patrocinado la princesa Masako Nashimoto.
El príncipe Takamado murió de fibrilación ventricular mientras jugaba al squash con el embajador de Canadá, Robert G. Wright, en la embajada de Canadá, quedando Hisako viuda y con tres hijas pequeñas. Desde la muerte del príncipe, la princesa Takamado ha sido extremadamente activa en un gran número de organizaciones benéficas relacionadas con el deporte, el intercambio cultural y el medio ambiente, asumiendo todos los cargos que anteriormente ocupaba su difunto esposo, así como numerosos cargos nuevos.
En junio de 2003, visitó Dublín, Irlanda, para los Juegos Mundiales de Verano de las Olimpiadas Especiales de 2003. En junio de 2004, realizó una visita oficial a Canadá, viajando extensamente por todo el país como parte del 75.º aniversario de las relaciones diplomáticas formales entre Canadá y Japón. Durante esta visita, recibió dos doctorados honorarios en Derecho, uno de la Universidad de Alberta y el otro de la Universidad de la Isla del príncipe Eduardo. En noviembre de 2004, visitó Bangkok, Tailandia, para asistir a la 3ª Conferencia Mundial de la UICN como Presidenta Honoraria de BirdLife International.
En marzo de 2004, la princesa fue elegida para suceder a la Reina Noor de Jordania como Presidenta Honoraria de BirdLife International. Visitó Montevideo, Uruguay en 2008, y Buenos Aires, Argentina para la Conferencia Mundial de Conservación de las Aves. Durante esta visita asistió a la exhibición especial de polo (deporte) que jugaron los hermanos Novillo Astrada en su honor en el club de polo La Aguada.
En junio de 2005, visitó Alemania para la Copa FIFA Confederaciones 2005, asistiendo a los partidos de Alemania contra Argentina y Japón contra Brasil. Posteriormente, visitó Jordania para asistir a la boda real de la princesa Badiya bint El Hassan. En noviembre del mismo año, regresó a Inglaterra para la Reunión del Consejo Global de BirdLife International. En enero de 2006, viajó a Canadá para asistir a la inauguración de la "Galería príncipe Takamado de Japón" en el Museo Real de Ontario. Más tade ese año, retornó a Alemania para asistir a la Copa Mundial de la FIFA 2006.
En junio de 2013, visitó Suecia para asistir a la boda de la princesa Magdalena de Suecia y Christopher O'Neill. El 18 de junio de 2014, la princesa Hisako partió hacia Brasil, Colombia y Francia. En Brasil, vio el partido de fútbol de la Copa del Mundo como presidenta honoraria de la Asociación de Fútbol de Japón. En Colombia visitó la Federación Colombiana de Fútbol. En Francia, asistió al evento de la Federación Internacional de Kyudo como presidenta honoraria de la federación. Regresó a Japón el 24 de junio. En agosto de 2019, visitó Edmonton, Canadá, para celebrar el 90 aniversario de las relaciones diplomáticas entre Japón y Canadá.
La princesa es autora de dos libros infantiles publicados en inglés; Katie and the Dream-Eater (OUP, 1996) y Lulie the Iceberg (OUP, 1998).
Desde noviembre de 2002, con la muerte del príncipe Takamado, la princesa desempeña funciones como Presidenta Honoraria del Trofeo príncipe Takamado, Concurso de Oratoria de la escuela de inglés All Japan-Middle.

## Títulos y estilos
| ● 6 de diciembre de 1984-presente: | Su alteza imperial la Takamado |

## Honores

### Honores nacionales
- Japón: Dama de la Orden de la Preciosa Corona
- Japón: Dama de la Decoración de la Cruz Roja[3]
- Japón: Receptora de la Medalla de la Cruz Roja Japonesa

### Honores extranjeros
- Portugal: Gran-Cruz de la Orden del Infante Don Enrique
- España: Gran-Cruz de la Orden de Isabel la Católica[4]
- Suecia: Receptora de la Medalla conmemorativa del 70° cumpleaños de Gustavo V de Suecia (2016)

### Títulos honoríficos

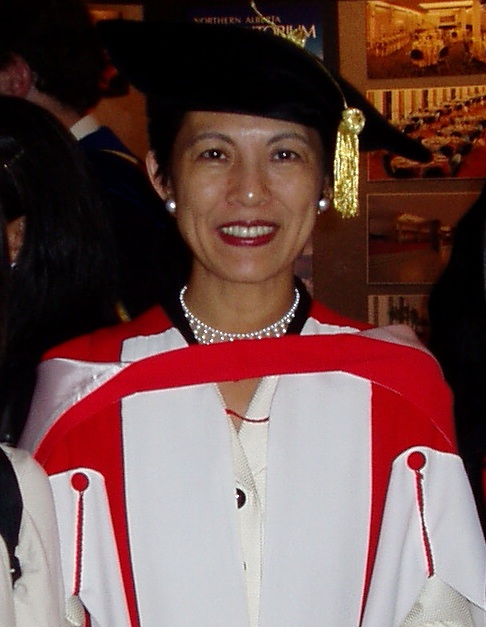
La princesa Takamado poco después de recibir un doctorado honoris causa y pronunciar el discurso de convocatoria en la Universidad de Alberta, el 10 de junio de 2004.

- Título honorario en derecho (Universidad de Alberta, 2004)
- Título honorario en derecho (Universidad de la Isla del príncipe Eduardo, 2004)
- Título honorario en educación (Universidad de Hannam, 2014)

### Cargos honorarios
- Patrona de la Asociación Japonesa de Esquí sobre Hierba
- Mecenas de la Federación Japonesa de Orquestas Aficionadas Corporativas
- Presidenta honoraria de Ikebana International[5]
- Presidenta honoraria de la Asociación de Béisbol Amateur de Rubberball de Japón
- Presidenta honoraria de la Federación Japonesa de Tiro con Arco
- Presidenta honoraria de la Federación Japonesa de Esgrima
- Presidenta honoraria de Marine Rescue Japan
- Presidenta honoraria de la Asociación de Hockey de Japón
- Patrona honoraria de la Asociación de Fútbol de Japón
- Presidenta de Honor de la Sociedad Española Japonesa
- Mecenas de Honor del Centro de Promoción de las Artes Escénicas Populares
- Presidenta honoraria del National Japan Bowl
- Presidenta de Honor de la Fundación Inamori
- Presidenta honoraria de la Federación Japonesa de Vela
- Presidenta honoraria de la Asociación Japonesa de Squash
- Presidenta honoraria de la Federación de Junior Sea Friend de Japón
- Patrocinadora honoraria del Fondo de la Asociación Nacional de Estudiantes de Japón
- Patrona honoraria de la Sociedad Asiática de Japón
- Patrona de Honor de Les Amies de Langue Francaise
- Gobernadora honoraria de la Asociación Japón-Egipto
- Patrocinadora honoraria de la Sociedad Canadá-Japón
- Presidenta honoraria de BirdLife International
- Presidenta honoraria de la Federación Internacional de Kyudo[6]
- Presidenta honoraria de la Fundación en Memoria del príncipe Takamado para el Intercambio Japón-Corea
- Presidenta honoraria de la Asociación de Colaboradores del Centro de Educación Internacional
- Vicepresidenta honoraria de la Cruz Roja Japonesa
- Patrocinadora honoraria de Asia, Club de aves raras de Bird Life International

## Títulos
| Nombre                       | Nacimiento               | Matrimonio            | Matrimonio     | Problema  |
| ---------------------------- | ------------------------ | --------------------- | -------------- | --------- |
| princesa Tsuguko de Takamado | 8 de marzo de 1986       |                       |                |           |
| princesa Noriko de Takamado  | 22 de julio de 1988      | 5 de octubre de 2014  | Kunimaro Senge |           |
| princesa Ayako de Takamado   | 15 de septiembre de 1990 | 28 de octubre de 2018 | Kei Moriya     | Jō Moriya |